# Guvernul Ioan Al. Filipescu (București)
Guvernul Ioan Al. Filipescu (București) a fost un consiliu de miniștri care a guvernat Principatul Munteniei în perioada 25 ianuarie - 27 martie 1859.

## Componență
- Președintele Consiliului de Miniștri

Ioan Al. Filipescu (25 ianuarie - 27 martie 1859)
- Ministrul de interne

Nicolae Golescu (25 ianuarie - 27 martie 1859)
- Ministrul de externe

Dimitrie Brătianu (25 ianuarie - 27 martie 1859)
- Ministrul finanțelor

Barbu Catargiu (25 ianuarie - 27 martie 1859)
- Ministrul justiției

Ioan Al. Filipescu (25 ianuarie - 27 martie 1859)
- Ministrul cultelor

Ioan C. Cantacuzino (25 ianuarie - 21 februarie 1859)
Constantin Al. Crețulescu (21 februarie - 27 martie 1859)
- Ministrul de război

General Barbu Vlădoianu (25 ianuarie - 27 martie 1859)
- Ministrul controlului (Ministerul avea atribuțiile Curții de Conturi)

Grigore Filipescu (25 ianuarie - 27 martie 1859)

## Sursă
- Stelian Neagoe - "Istoria guvernelor României de la începuturi - 1859 până în zilele noastre - 1995" (Ed. Machiavelli, București, 1995)

| Precedat(ă) de: - | Guvernul Ioan Al. Filipescu (București) 25 ianuarie - 27 martie 1859 | Succedat(ă) de: Guvernul Constantin Al. Crețulescu (București) |